# Žarko Obradović
Žarko Obradović (en serbe cyrillique : Жарко Обрадовић ; né le 21 mai 1960 à Berane) est un homme politique serbe. Il est vice-président du Parti socialiste de Serbie (SPS). Du 27 juillet 2012 au 2 septembre 2013, il est ministre de l'Éducation, des Sciences et de l'Enseignement technique dans le gouvernement d'Ivica Dačić.

## Biographie
Žarko Obradović naît le 21 mai 1960 à Ivangrad, aujourd'hui Berane, au Monténégro. Il étudie à la Faculté de sciences politiques de l'université de Belgrade, où il obtient un master puis un doctorat. Il publie deux livres et une dizaine d'articles scientifiques. Sur le plan professionnel, il est professeur la Faculté d'administration et de gestion publiques de l'université Megatrend, où il donne un cours sur l'administration des collectivités territoriales.
Sur le plan politique, il est membre du Parti socialiste de Serbie (SPS), fondé en 1990 par Slobodan Milošević. De 1998 à 2000, il est vice-ministre de l'Autonomie locale, et, dans le gouvernement intérimaire qui suit la révolution des bulldozers, il assure la fonction de vice-ministre de l'Enseignement supérieur supérieur d'octobre 2000 à janvier 2001.
En 2001, Žarko Obradović est élu député à l'Assemblée nationale de la république de Serbie, où il devient président du groupe parlementaire du SPS. Aux élections législatives du 28 décembre 2003, il figure sur la liste du SPS, qui obtient 7,61 % des suffrages et envoie 22 représentants à l'Assemblée. Il est élu député. En décembre 2006, il est élu vice-président du SPS.
Aux élections législatives du 27 janvier 2007, Obradović figure sur la liste du SPS emmenée par Ivica Dačić, sur laquelle il figure en 2de position ; la liste obtient 227 580 voix, soit 5,64 % des suffrages ; le parti envoie 16 représentants à l’Assemblée nationale de la république de Serbie. Obradović obtient un nouveau mandat parlementaire.

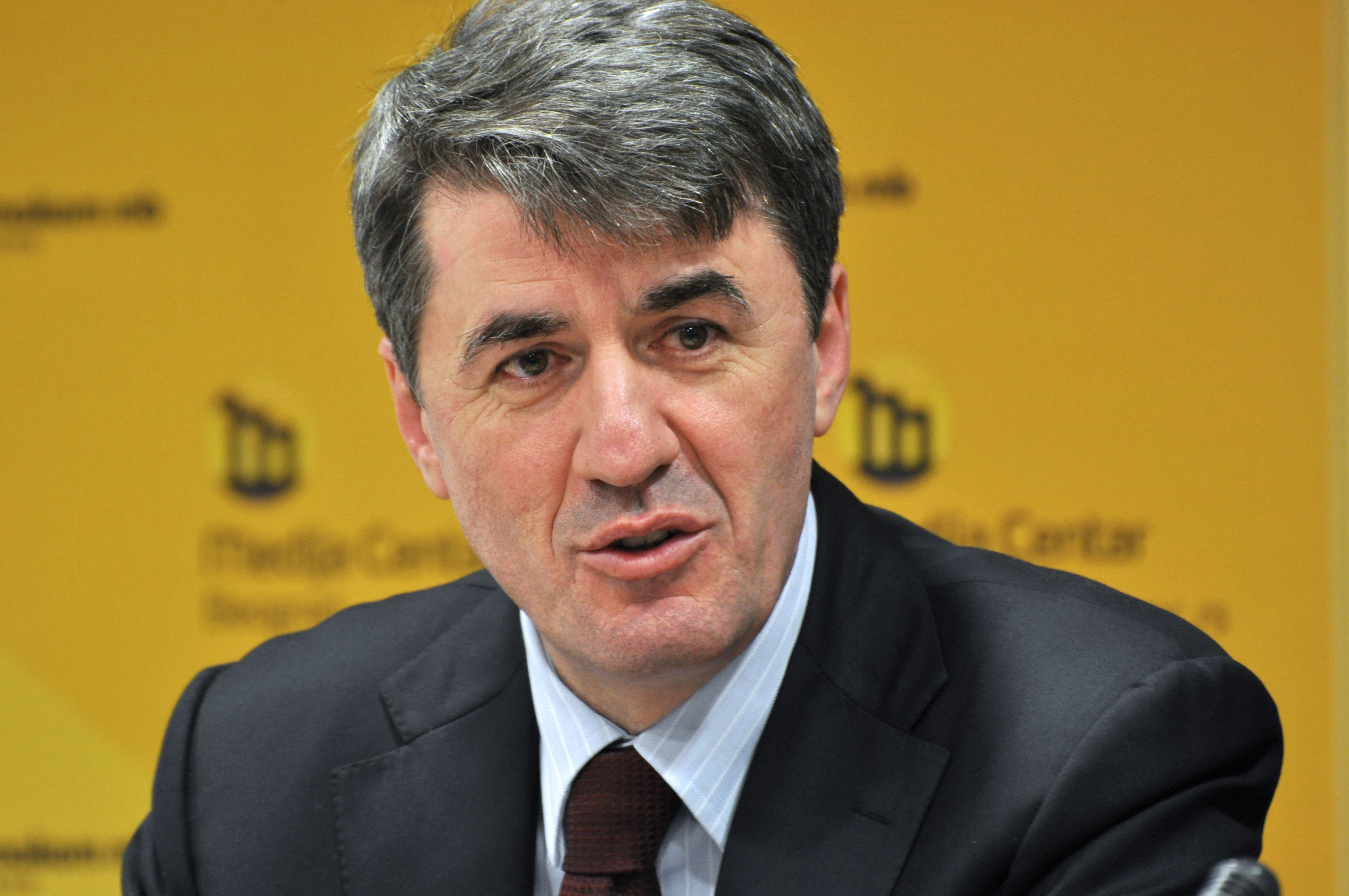
Žarko Obradović en 2011

La réélection de Boris Tadić à la présidence de la République le 3 février 2008 s'accompagne d'élections législatives anticipées qui ont lieu le 11 mai. Žarko Obradović figure sur la liste du SPS, qui forme une alliance avec le Parti des retraités unis de Serbie (PUPS) et Serbie unie (JS). Obradović est réélu député. Le Parti socialiste de Serbie forme alors une coalition gouvernementale avec le Parti démocratique (DS) du président Tadić. Le 7 juillet 2008, Obradović renonce à son mandat parlementaire et est élu par l'Assemblée ministre de d'Éducation dans le gouvernement présidé par Mirko Cvetković. Après un remaniement ministériel, le 14 mars 2011 il est maintenu à ce poste en devenant ministre de l'Éducation et des Sciences dans le second gouvernement Cvetković.
Aux élections législatives du 6 mai 2012, Ivica Dačić emmène une liste d'alliance de son parti avec le PUPS et JS ; la liste obtient 14,51 % des suffrages et 44 députés. Žarko Obradović redevient député. Dačić est invité à former un gouvernement soutenu par le nouveau président Tomislav Nikolić, du Parti progressiste serbe (SNS). Žarko Obradović renonce une nouvelle fois à son mandat parlementaire et, le 27 juillet 2012, il est élu ministre de l'Éducation, des Sciences et de l'Enseignement technique dans le nouveau gouvernement,.
À la suite d'une longue crise au sein de la coalition gouvernementale, Ivica Dačić exclut le parti Régions unies de Serbie (URS) du gouvernement et, notamment, son représentant le plus éminent, président de ce parti et ministre des Finances et de l'Économie, Mlađan Dinkić. Bien que Žarko Obradović soit membre du SPS, il n'est pas reconduit dans son poste ministériel.

## Vie privée
Žarko Obradović est marié et père de deux enfants. Il parle anglais et a des notions de français.